# دائرة الإدريسية
دائرة الإدريسية هي دائرة إدارية من دوائر الجزائر وتتبع لولاية الجلفة. تضم الدائرة بلديات : الإدريسية والدويس وعين الشهداء.